# Mantecosa Bosc (pera)
Mantecosa Bosc (en sus zonas de origen Beurré Bosc) es el nombre de una variedad cultivar de pera europea Pyrus communis. Los orígenes de esta variedad son inciertos, se cree que procede de plántulas de semillas de parentales desconocidos cultivadas originalmente en Francia o Bélgica. También conocido como el Kaiser, se cultiva en Europa, Australia, Columbia Británica y Ontario, Canadá, y el noroeste  EE. UU. Estados de California, Washington y Oregón.
Esta pera está cultivada en diversos bancos de germoplasma de cultivos vivos tales como en National Fruit Collection (Colección Nacional de Fruta) de Reino Unido con el número de accesión: 1973 - 308 y Nombre Accesión : Beurre Bosc. Las frutas tienen una pulpa amarillenta, tierna y jugosa con un sabor perfumado.

## Sinonimia
- "Beurré Bosc", Francia y Bélgica
- "Calebasse Bosc",
- "Bosc",
- "Kaiser",
- "Kaiser Alexander’,
- "Kaiserbirne",
- "Alexanderbirne"’
- "Kaiserkrone’.

## Historia
'Mantecosa Bosc' es una variedad de pera antigua. Los orígenes de esta variedad son inciertos. Una pera de semillero encontrada por el Dr. Van Mons, que crece en el jardín de M. Swates en Linkebeeke, Francia. Lleva el nombre de M. Bosc, director del Jardin des Plantes, en París donde en 1758 unos injertos procedentes de estacas sin nombre de esta fruta de un árbol no injertado muy viejo procedente de Apremont, dieron frutos que se consideraron muy buenos, y el árbol fue dedicado a 'Bosc'.
La primera vez que se vieron las peras 'Mantecosa Bosc' fue a principios del siglo XIX.

## Características

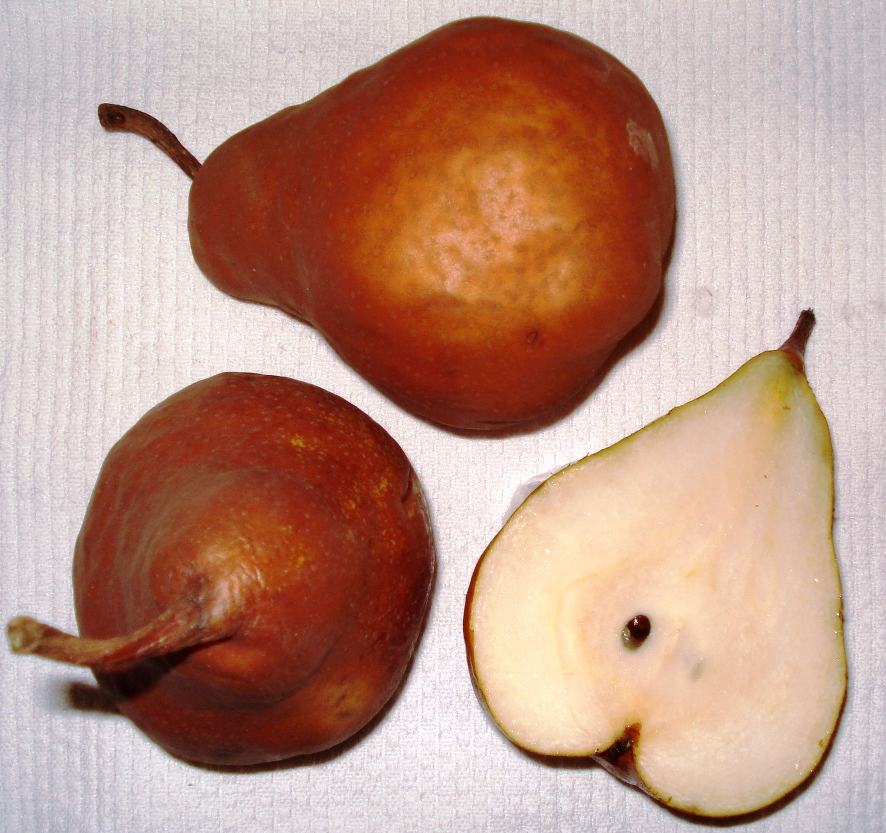
Mantecosa Bosc seccionada.

'Mantecosa Bosc' árbol de extensión erguida, de vigor moderadamente vigoroso. Los botones florales pueden aguantar las heladas tardías. Tiene un tiempo de floración que comienza a partir del 25 de abril con el 10% de floración, para el 29 de abril tiene una floración completa (80%), y para el 9 de mayo tiene un 90% caída de pétalos.
El fruto es de tamaño mediano a grande, con una altura de 9-11 cm y un diámetro de 5-7 cm, y tiene forma de pera a maza o copa. La piel áspera tiene un color base amarillo verdoso, que es en su mayoría de color marrón amarillento completamente, con un (76-100%) de "russeting" (pardeamiento áspero superficial que presentan algunas variedades). La pulpa fina es amarillenta, agridulce y jugosa con un fino aroma.

## Uso
La fruta se utiliza como pera de mesa o para conservar y está madura para la recolección desde mediados hasta finales de septiembre / octubre y luego está madura para el consumo si la vida útil es corta.